# 赫蒂鮈
赫蒂鮈（学名：Gobio hettitorum）为輻鰭魚綱鯉形目鲤科的其中一種，被IUCN列為次級保育類動物，分布於亞洲土耳其，棲息在低地平原的淺水域。